# إيمانويل تود
إيمانويل تود (بالفرنسية: Emmanuel Todd)‏ (16 مايو 1951 في سن جرمن آن له - ) عالم إنسان، ومؤرخ، وعالم سكان، وكاتب غير روائي من فرنسا. توقع سقوط الاتحاد السوفيتي منذ سنة 1976، لديه عدة كتب منها: بعد الإمبراطورية: سقوط الحكم الأمريكي نُشر في 2001.
عارض عام 1992 اتفاقيات ماستريش، وفال أن اليورو فشل فشلًا ذريعًا، ونصح فرنسا بإلغاء اليورو.

## مؤلفاته
- السقوط النهائي: مقال عن تحلل الاتحاد السوفياتي.
- المجنون والبروليتاري.
- اختراع فرنسا: الأطلس الأنثروبولوجي والسياسي.
- الكوكب الثالث: الهياكل الأسرية والأنظمة الأيديولوجية.
- الطفولة في العالم: الهياكل الأسرية والتنمية.
- فرنسا الجديدة.
- اختراع أوروبا.
- مصير المهاجرين: الاستيعاب والفصل في الديمقراطيات الغربية.
- الوهم الاقتصادي: مقال عن ركود المجتمعات المتقدمة.
- التنوع العالمي: الأسرة والحداثة.
- بعد الإمبراطورية: سقوط الحكم الأمريكي.
- لقاء الحضارات.
- الله لا علاقة له به!.
- أصل الأنظمة العائلية، المجلد 1: أوراسيا.
- اللغز الفرنسي.
- أين نحن ؟ رسم تخطيطي للتاريخ البشري.
- صراعات الطبقات في فرنسا في القرن الواحد والعشرين.

### الترجمات باللغة العربية
- ما بعد الديمقراطية.
- من هو تشارلي؟ علم اجتماع أزمة دينية.

## روابط خارجية
- إيمانويل تود على موقع IMDb (الإنجليزية)
- إيمانويل تود على موقع مونزينجر (الألمانية)